# Долина (Юрьевский район)
Долина (укр. Долина) — село,
Вербоватовский сельский совет,
Юрьевский район,
Днепропетровская область,
Украина.
Код КОАТУУ — 1225980703. Население по переписи 2001 года составляло 117 человек .

## Географическое положение
Село Долина находится в 1-м км от правого берега реки Малая Терновка на берегу большого искусственного озера,
в 0,5 км от села Вязовское-Водяное.